# موكة غمامية
موكة غمامية (الاسم العلمي: Moca nubigena) هي نوع من الحشرات تتبع جنس الموكة من فصيلة الإيميات.